# Harmony Korine
Harmony Korine (ur. 4 stycznia 1973 w Bolinas w stanie Kalifornia) – amerykański twórca kina niezależnego: reżyser, producent filmowy, scenarzysta i pisarz.

## Filmy

### Kids (Dzieciaki)
Korine zadebiutował w 1995 jako 21-letni scenarzysta filmu Dzieciaki (ang. tytuł: Kids) (reżyseria: Larry Clark). Film pokazywał kilkoro nowojorskich nastolatków dorastających w czasach epidemii AIDS. Obraz otrzymał dobre recenzje i stał się ważnym filmem kultowym. Zagrali w nim w swoich pierwszych rolach Chloë Sevigny i Rosario Dawson.

### Gummo (Skrawki)
Po Dzieciakach Korine został reżyserem i współproducentem filmu Skrawki (ang. tytuł: Gummo) o życiu w powiatowym mieście Xenia w stanie Ohio, zdewastowanym przez tornado.
Recenzentka gazety New York Times, Janet Maslin, nazwała Skrawki „najgorszym filmem roku”, jednak „Skrawki” podobały się m.in. Gusowi Van Santowi i Wernerowi Herzogowi. 
Film miał swoją premierę na 24. Festiwalu Filmowym w Telluride 29 sierpnia 1997. 

### The Diary of Anne Frank Part II (Pamiętnik Anny Frank Część II)
W 1998 Korine nakręcił Pamiętnik Anny Frank Część II (The Diary of Anne Frank Part II), 40-minutowy kolaż przedstawiający chłopca grzebiącego swojego psa, dzieci wymiotujące na Biblię i mężczyznę w czarno-białym makijażu minstrela, tańczącego i śpiewającego tradycyjną balladę szkocką „Moje dziewczę leży za oceanem” (ang. tytuł: „My Bonnie Lies over the Ocean”).

### Julien Donkey-Boy
Kolejny film Julien Donkey-Boy, nakręcony w 1999, był opatrzony podpisaną kopią manifestu Dogma 95, chociaż złamał kilka jego zasad. Mimo tych poważnych uchybień oryginalna Dogma 95 zatwierdziła film. W wywiadzie dla Epidemic DVD, Lars Von Trier, współtwórca Dogmy 95, chwali zdolność Korine'a do twórczej interpretacji zasad.
Fabułę nakręcono z punktu widzenia młodego schizofrenika, granego przez Ewena Bremnera, starającego się pojąć swój rozpadający się świat. Werner Herzog grał okrutnego ojca.

### Mister Lonely
Jego przedostatni film Mister Lonely z Diegiem Luną, Samanthą Morton, Denisem Lavantem, Anitą Pallenberg, Davidem Blainem, Jeanem-Pierre'em Léaudem i Wernerem Herzogiem zaczęto kręcić w 2006. Sam Korine określa go jako najbardziej ambitny projekt w swojej karierze.

### Spring Breakers
Amerykański dramat kryminalny z 2012 roku według scenariusza i w reżyserii Harmony'ego Korine'a. Grają w nim gwiazdy takie jak: James Franco, Selena Gomez, Vanessa Hudgens, Ashley Benson i Rachel Korine. Film opowiada o czterech studentkach, które decydują się obrabować fast food, aby zapłacić za swoje ferie wiosenne. Film został wybrany do rywalizacji o Złotego Lwa na 69. MFF w Wenecji.